# Modest Cuixart
Pour les articles homonymes, voir Cuixart et Tàpies (homonymie).
Modest Cuixart i Tàpies (Barcelone, 1925 – Palamós, 2007) est un peintre espagnol.

## Biographie

### Jeunesse
Modest Cuixart naît le 2 novembre 1925 à Barcelone. Il réalise ses premiers dessins et peintures, d'inspiration expressionniste, en 1941 puis participe à sa première exposition collective à Barcelone en 1944, où il gagne un premier prix. La même année, il entame des études de médecine, qu'il abandonne en 1946 pour se consacrer pleinement à l'art.

### Dau al Set: magie surréaliste (1948-1955)
En septembre 1948, il est, avec le poète Joan Brossa et les autres peintres Joan Ponç, Antoni Tàpies (dont il est le cousin) et Joan-Josep Tharrats (en), le fondateur de la revue surréaliste et dadaïste Dau al Set,. La revue, dont le tirage ne dépassera pas 200 exemplaires, s'inspire des peintres Paul Klee, Max Ernst, Joan Miró, du philosophe Friedrich Nietzsche. Son titre Dau al Set signifie « le dé sur le sept » ou « la septième face du dé ». Il exprime la volonté du groupe de dépasser la réalité, un dé traditionnel n'ayant que six faces. La réalité de cette époque est celle d'une Espagne qui, après avoir été dévastée par la Guerre civile et isolée par la politique du dictateur Franco, est soumise à la censure, que ces jeunes artistes d'avant-garde tentent de dépasser pour retrouver le rayonnement artistique qu'avait l'Espagne au début du XXe siècle,.
Dès 1949, le groupe Dau al Set est présenté à Miró. Cuixart publie quelques reproductions de ses œuvres. Cette année-là et la suivante, il expose dans plusieurs galeries, salons ou même clubs de jazz en Espagne (Madrid, Barcelone, Altamira, Palma de Majorque), envoie une œuvre à une exposition-hommage à Paul Klee à Guadalajara (Mexique), rencontre de nombreux autres artistes.

### L'art informel (1956-1963)
Une exposition à l'Institut Français lui vaut une bourse, qui lui permet de se rendre à Paris, en 1951, avec Antoni Tàpies, puis de passer plusieurs mois à Lyon où il continue de peindre, et crée des costumes et décors pour le théâtre. Il reviendra souvent dans cette ville les années suivantes, où il rencontre, en 1955, Marcel Michaud, animateur du groupe d'avant-garde Témoignage. Michaud expose Cuixart, en 1956, ce qui permet à ce dernier de prendre contact avec l'avant-garde lyonnaise. C'est à Lyon que Cuixart adopte l'art informel,. À cette même époque, il rencontre l'artiste montpelliéraine Renée Rauzy, avec laquelle il se lie d'une amitié durable.
Cuixart continue d'exposer dans plusieurs lieux, essentiellement à Barcelone, Paris, Madrid, Lyon et sa région. Il participe à l'exposition L'influence lyonnaise dans l'Art à Vichy. 1958 est l'année de la reconnaissance internationale en dehors de la France et de l'Espagne : Cuixart rencontre Pablo Picasso à Cannes, est sélectionné pour participer à l'exposition Carnegie à Pittsburgh (États-Unis), invité à la Biennale de Venise, reçoit de Prix Torres García.
Dès l'année suivante, les expositions se multiplient dans de nombreux pays, en plus de la France et de l'Espagne où il continue : Royaume-Uni, Pays-Bas, Allemagne, Suisse, Italie, et la Biennale de São Paulo, au Brésil, où il remporte le premier prix de peinture ce qui lui vaut la Croix du Mérite civil que lui remet le chef de l'état espagnol.

### Retour à la figuration (1963-1989)
Au début des années 1960, il abandonne peu a peu l’informalisme, qu’il considère déjà obsolète, et de nouvelles préoccupations se font jour concernant l’abandon de l’informel au profit d’une expression plus véhémente et proche de la réalité de l’Homme. Une tendance violente vers la tridimensionnalité signale des références au sexe, des dramatiques compositions avec des poupées torturées sur la toile (série Nins sense nom) et des configurations exemptes d’objets.
Avec la série érotico-magique (1963-66), qui s'inscrit en prélude à son étape figurative, où il intègre la matière avec le dessin calligraphique, Cuixart connaît du succès aux États-Unis, mais suscite une controverse parmi la critique pour l’érotisme frappant de quelques images. Avec elle, il devance les courants néo-figuratifs internationaux et révèle le côté sombre et pervers de la société privilégiée.
Dans les années 1970, en opposition avec la sévérité et l'ascétisme du passé, Cuixart se sent poussé vers une expressivité plus évidente qui se traduit en l'élaboration de techniques nouvelles et d'exubérants chromatismes proches du kitsch. Un feu de vanités qui cherche à attiser l'angoisse du spectateur. Les années 1980 reflètent l’aspect plus hédoniste et décadent de Cuixart. Quelque pièces pleines de lyrisme et de subtilité contrastent avec d'autres assez stridentes qui font une satire de la stupidité, de la vanité et du mensonge avec un langage grotesque, délirant, et qui déforme l’image, généralement féminine, jusqu’à la monstruosité.

### Introspection dans la nature (1989-2000)
Dans les années 1990, une inespérée vision de la nature se manifeste dans l’œuvre de Cuixart. Pour exprimer son idée, l’artiste a besoin de s’éloigner de la voie traditionnelle de représentation du paysage, de se libérer de toute anecdote et d’aller plus loin des facteurs accidentels comme l’espace et le temps. Ainsi, il se rapproche de l'abstraction et cherche à s’élever dans une perspective cosmique. Il pénètre sous la terre et fouille dans ses entrailles pour arriver à son but essentiel : capturer l'esprit profond et le mystère d'une nature éternelle et mythique. Les travaux sont résolus avec un langage dépuré.

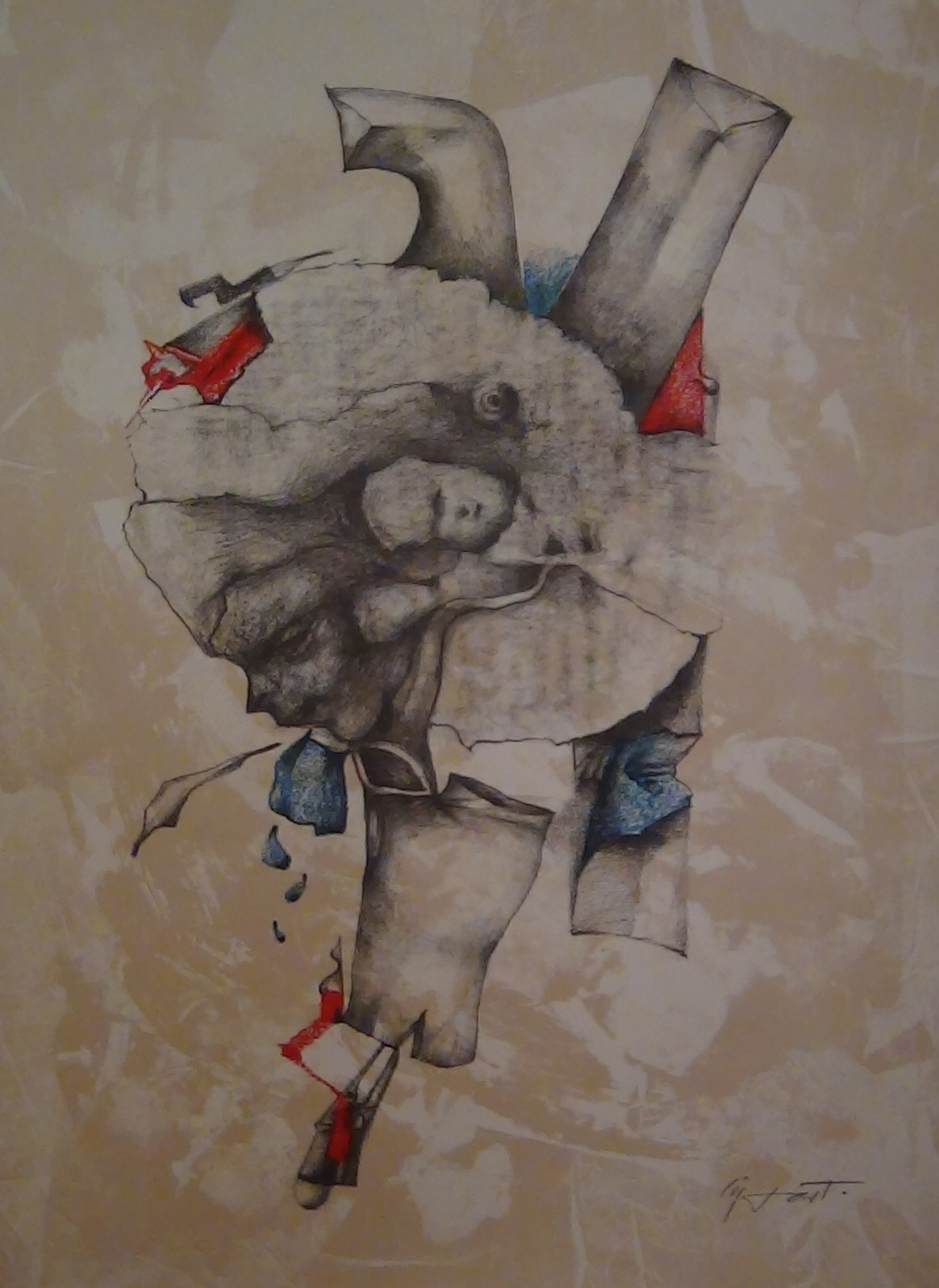
Modest Cuixart - Congrès de cardiologie à Barcelone

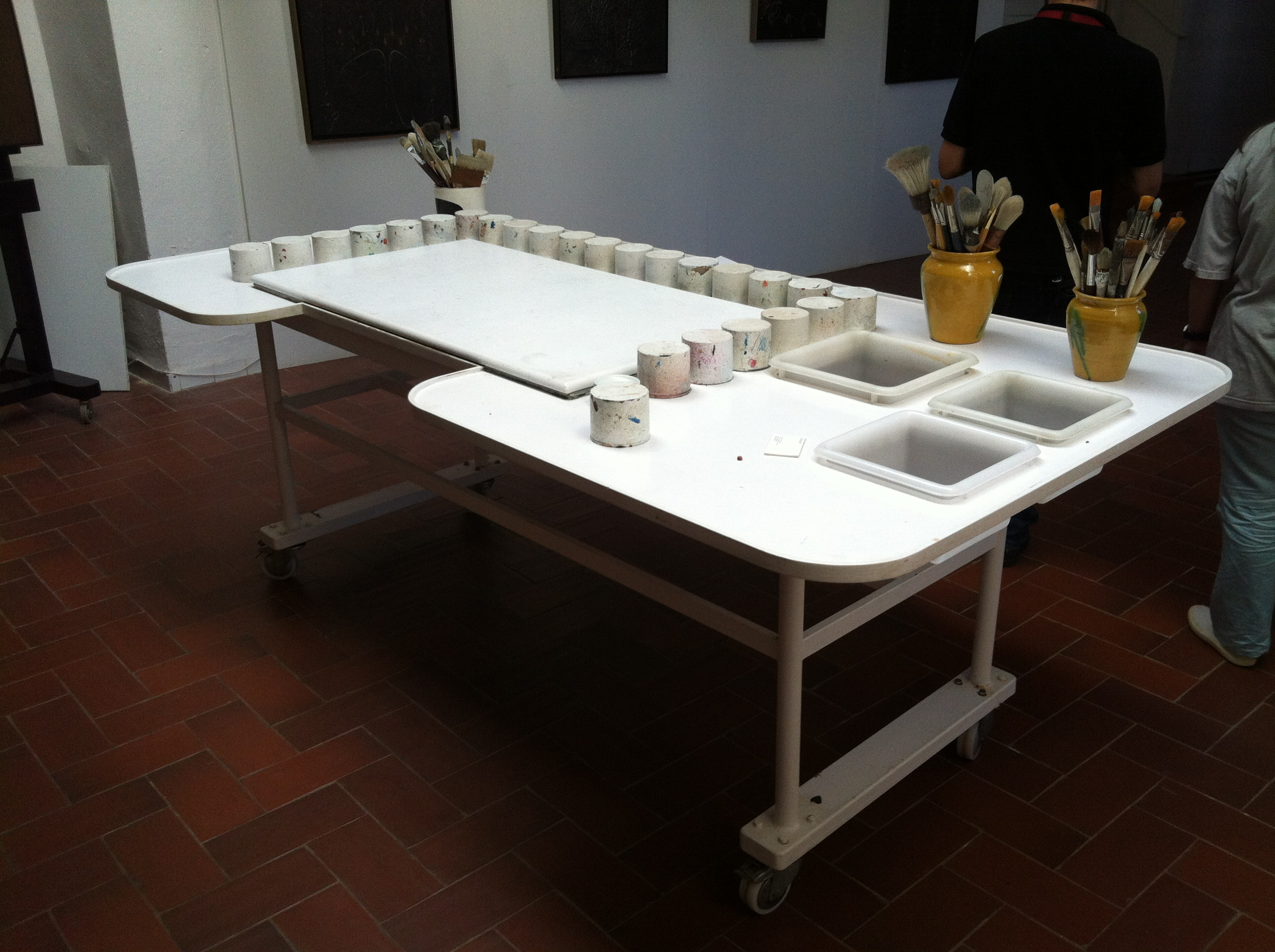
Table de travail de Cuixart à Palafrugell. Les pots autour de la zone de travail étaient destinés à recevoir la peinture.

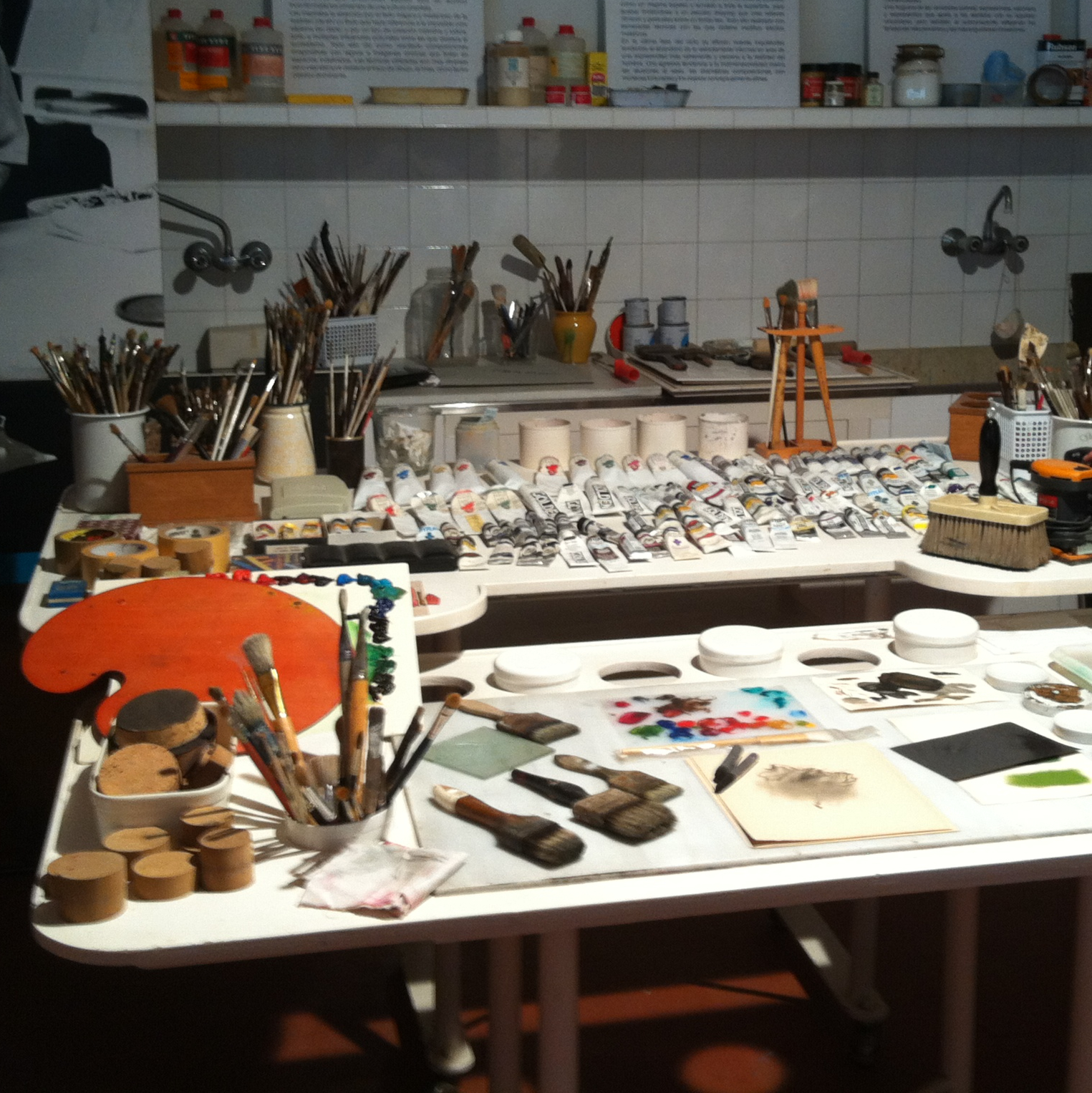
Autre table de travail de Cuixart à Palafrugell, avec ses tubes de peinture, pinceaux et autres instruments.

## Œuvres remarquées
- Sense títol. Collage/ dessin/ matériel graphique, 1992[11]
- Fruits de capvespre, peinture 1991
- Bruja de Barbastro, 1976
- Part de Brunilda, peinture 1979
- Cennino Cennini o el libro del arte, 1959
- Injusta advertència, peinture 1979
- Un dels savis de Vila Trista, peinture 1976
- Injusta mutil·lació a Bascuña, peinture 1976
- Estúpida víctima, peinture 1976
- Homenatge a Pompeu Fabra, peinture 1969
- Suite de Fando et Lys, peinture 1965
- Zapato, 1963
- Composició, peinture 1946
- Metafórica, 1965
- Geoxómetro, 1965
- Formes, peinture 1966
- La coupe noire , 1967
- Omorka, 1957
- Lyon de Belleville, 1957
- Suite Bienal Sao Paulo, 1959
- Eteros, peinture 1960
- Blau, o el pa daurat dels pobres , 1962
- Tótem, 1961
- Androgyne, 1961
- Maternitat o la geometria del cor, peinture 1979
- Composició, peinture 1979
- Marion i el mar, peinture 1979
- Scorpy, Scorpium, peinture 1965
- Sense títol, peinture 1965
- La muntanya negra, peinture 1957
- Dama roixa, peinture 1953
- Composició, peinture 1953
- Sant Celoni, peinture 1942
- Rostre blanc, peinture 1954
- Composició, peinture 1950
- Retrat de J. C., peinture 1969
- Marion, peinture 1969
- Circ, peinture 1950
- Sense títol, peinture 1950
- Composició del càntir, peinture 1949
- Paleta de pintor, peinture 1953
- Cavallista, peinture 1950
- Composició, peinture 1953
- Composició, peinture 1954
- Número 5. Collage/ dessin/ matériau graphique, 1954
- Sense títol. Original per a Dau al Set. Collage/ dessin/ matériau graphique, 1950
- El Pescallunes. Collage/ dessin/ matériau graphique, 1950
- Composició, peinture 1960
- Série Nens sense nom